# Spinocentruropsis
Spinocentruropsis is een kevergeslacht uit de familie van de boktorren (Cerambycidae). De wetenschappelijke naam van het geslacht werd voor het eerst geldig gepubliceerd in 1979 door Breuning.

## Soorten
Spinocentruropsis is monotypisch en omvat slechts de volgende soort:
- Spinocentruropsis papuanus Breuning, 1979